# Jordanoleiopus rufotibialis
Jordanoleiopus rufotibialis là một loài bọ cánh cứng trong họ Cerambycidae.